# Pseudogastromyzon loos
Pseudogastromyzon loos är en fiskart som först beskrevs av Mai, 1978.  Pseudogastromyzon loos ingår i släktet Pseudogastromyzon och familjen grönlingsfiskar. IUCN kategoriserar arten globalt som otillräckligt studerad. Inga underarter finns listade i Catalogue of Life.